# 吉伯尔施塔特
吉伯尔施塔特（德語：Giebelstadt，發音：[ˈɡiːbl̩ʃtat]）是德国巴伐利亚州下弗兰肯行政区维尔茨堡县的市镇，面积48.05平方千米，2023年12月31日人口为5,743人。